# Chirotica conspicua
Chirotica conspicua är en stekelart som först beskrevs av Cresson 1872.  Chirotica conspicua ingår i släktet Chirotica och familjen brokparasitsteklar. Inga underarter finns listade i Catalogue of Life.